# Duchowa adopcja
Duchowa Adopcja (właśc. Duchowa Adopcja Dziecka Poczętego Zagrożonego Zagładą) – inicjatywa wiernych Kościoła katolickiego, polegająca na modlitwie w intencji nieznanego poczętego dziecka, zagrożonego aborcją.
Wbrew nazwie, inicjatywa ta nie ma nic wspólnego z adopcją we właściwym rozumieniu, czyli prawnym przysposobieniem narodzonego już dziecka do rodziny zastępczej. Jest to modlitwa odmawiana przez okres 9 miesięcy – tzn. przez czas wzrostu poczętego dziecka w łonie matki. Dotyczy jednego dziecka, które nie jest znane osobie modlącej się; nie są też znani rodzice dziecka. Duchowa adopcja może być podejmowana wielokrotnie, kolejno, po wypełnieniu poprzedniego zobowiązania przez każdego chrześcijanina: osobę dorosłą, młodzież i również dziecko, ale pod opieką rodziców lub opiekunów.
Praktyka Duchowej Adopcji polega na codziennej modlitwie obejmującej specjalnie zredagowany tekst zaczynający się od słów „Panie Jezu” oraz jedną Tajemnicę Różańca św. Do modlitwy niektórzy wierni dołączają dobrowolnie podjęte praktyki, np. uczestniczenie w dodatkowych mszach, modlitwach, postach, Eucharystii, praca nad charakterem, walka z nałogami, działania charytatywne itp.
Praktykowanie Duchowej Adopcji powinno poprzedzić uroczyste przyrzeczenie, złożone na ręce kapłana podczas mszy lub nieszporów. Złożenie przyrzeczenia powinny poprzedzać rekolekcje, dni skupień lub przynajmniej wiedza o Duchowej Adopcji zaczerpnięta z literatury. Nie jest to konieczne, przyrzeczenie można złożyć indywidualnie.

## Historia
Duchową Adopcję zaczęto praktykować w zachodniej Europie w ruchu Błękitnej Armii Matki Bożej Fatimskiej. W 1987 roku dr Paweł Milcarek opublikował w styczniowym numerze Rycerza Niepokalanej tekst codziennej modlitwy oraz opracowane przez siebie zasady ideowe inicjatywy, o której dowiedział się z ulotki znalezionej w kruchcie katedry Westminsterskiej. Pomysłem zainteresowali się Paulini z kościoła św. Ducha w Warszawie, opracowali tekst liturgii przyrzeczenia adopcyjnego kandydatów i wdrożyli je w praktyce obrzędowej. Przez 7 lat praktyki przyrzeczeń Duchowej Adopcji przeprowadzano (z małymi wyjątkami) w tym jedynym w Polsce kościele.
Szersze upowszechnienie Duchowej Adopcji zapoczątkowali państwo Arkuszyńscy, którzy pielgrzymując do polskich sanktuariów maryjnych w intencji obrony życia dzieci nienarodzonych odkryli w kościele św. Ducha praktykę Duchowej Adopcji i postanowili rozpowszechnić ją w Gdańsku. Za namową ojca S. Matecki zwrócili się do ks. dr K. Kurka z Konferencji Episkopatu Polski, z kilku propozycjami dotyczącymi upowszechnienia Duchowej Adopcji w całej Polsce. W listopadzie 1993 roku, przy współpracy Konferencji Episkopatu Polski, organizacji Human Life International - Europa w Gdańsku, państwa Arkuszyńskich, została zorganizowana w kościele św. Antoniego w Gdyni sesja konsultacyjna dla diecezjalnych duszpasterstw rodzin. Znamienną jest okoliczność, że Zdzisław Arkuszyński zaangażowany w upowszechnianie Duchowej Adopcji był więźniem KL Auschwitz i naocznym świadkiem holokaustu. Doświadczenie II wojny światowej było dla niego źródłem działań chroniących życie ludzkie i innych.
Sesja z 1993 roku rozbudziła aktywność ze strony oo. Paulinów, którzy zaczęli systematycznie demonstrować obrzęd rekolekcji i przyrzeczeń w kościołach w Polsce i poza jej granicami; zaangażowali się w to Wiesława Kowalska, o. Stanisław Jarosz oraz o. St. Kowalski. Od 1991 roku tego typu rekolekcje były przeprowadzane przez Jerzego Mariana Zielińskiego i Wiesławę Kowalską podczas corocznych warszawskich pieszych pielgrzymek na Jasną Górę. Od 1994 roku rekolekcje przeprowadzane są także za pośrednictwem Radia Józef, Radia Maryja i Radia Jasna Góra. Od 1995 roku W. Kowalska na wyjazdach na Białoruś, Ukrainę, do Węgier i do krajów Europy zachodniej popularyzuje Duchową Adopcję. O. S. Jarosz w 1996 roku zapoczątkował na Jasnej Górze odbywające się dwa razy w roku rekolekcje formacyjno-szkoleniowe dla animatorów Duchowej Adopcji z Polski i zagranicy. Przy kościele Ducha św. w Warszawie powołany został Ruch Krzewienia Duchowej Adopcji oraz jego zarząd (m.in.: Z. Arkuszyński, W. Kowalska, M. Zieliński). Powstał również 1 stycznia 1994 roku prowadzony do obecnej chwili przez Zdzisława Arkuszyńskiego, Ośrodek Informacji Ruchu Krzewienia Duchowej Adopcji w Gdańsku. Na Jasnej Górze powstał później także Centralny Ośrodek Duchowej Adopcji o zasięgu ogólnopolskim, który w związku z rozwiązaniem Ruchu Krzewienia Duchowej Adopcji przejął cały zakres działań. Centralny Ośrodek organizuje rekolekcje formacyjno-szkoleniowe dla animatorów. 25 marca 1994 zorganizował promocję Duchowej Adopcji na Jasnej Górze.
Właściwa nazwa inicjatywy (Duchowa Adopcja Dziecka Poczętego Zagrożonego Zagładą) pojawiła się w liście Stolicy Apostolskiej z dnia 25 kwietnia 1994 do przeora Jasnej Góry o. Kośnika (pod taką nazwą Ojciec św. Jan Paweł II udzielił jej apostolskiego błogosławieństwa).
Dzień 25 marca, od 1992 roku, za przyzwoleniem Jana Pawła II, stał się Dniem Świętości Życia. Dzień poprzedzający pamiątkę Zwiastowania Pańskiego – 24 marca, uchwałą Sejmu RP z 27 marca 2004 roku uznany został za Narodowy Dzień Życia. Dzień ten został uznany za dzień podejmowania zobowiązań Duchowej Adopcji Dziecka Poczętego Zagrożonego Zagładą.
Drugim dniem powszechnych i uroczystych ślubowań Duchowej Adopcji jest dzień 28 grudnia – obchodzony jako tzw. Święto Młodzianków Męczenników. Jest to dzień upamiętniający masową rzeź niewiniątek zamordowanych przez Heroda, w celu unicestwienia pośród zabijanych dzieci Jezusa. Jest to uroczystość zapoczątkowana w bazylice św. Brygidy w Gdańsku. Po mszy, na ręce arcybiskupa ordynariusza Diecezji składane są uroczyste przyrzeczenia Duchowej Adopcji, po których prowadzi on ulicami miasta nocną procesję z zapalonymi świecami i śpiewem lub modlitwą różańcową do konkatedry Mariackiej, gdzie przed figurą Matki Bożej Pięknej są odśpiewywane Suplikacje.